# René Frank (Koch)
René Frank  (* 18. Dezember 1984 in Wangen) ist ein deutscher Koch und Pâtissier.

## Leben
Nach der ersten Stelle in der Zirbelstube in Stuttgart ging er 2007 nach Spanien zur Chocolaterie Oriol Balaguer in Barcelona, dann zum Restaurant Akelarre in San Sebastián (drei Michelinsterne). Dann wechselte er in die Schweiz zum Lampart’s bei Reto Lampart (zwei Michelinsterne). In Frankreich arbeitete er im Restaurant Georges Blanc (drei Michelinsterne). Sechs Monate arbeitete er in Japan: In Tokio war er im Nihonryori RyuGin (drei Michelinsterne) und in Kyoto im Kikunoi (drei Michelinsterne). Dann folgten Besuche im Centre de Formation  von Alain Ducasse in Paris und am Culinary Institute of America in New York und Napa Valley.
Von 2010 bis 2016 war Frank Chef-Patissier im Osnabrücker La Vie bei Thomas Bühner (drei Michelinsterne).
Seit August 2016 ist er Küchenchef und Miteigentümer des Dessert-Restaurants Coda in Berlin. Seit 2019 ist das Coda mit dem ersten Michelinstern und seit 2020 mit dem zweiten Michelinstern ausgezeichnet.

## Auszeichnungen
- 2013: Patissier des Jahres von Gault-Millau
- 2016: Patissier des Jahres vom Busche-Verlag
- 2019: Ein Stern im Guide Michelin
- Ab 2020: Zwei Sterne im Guide Michelin[7]
- 2022: Weltbester Patissier von The World’s 50 Best[8]

## Publikationen
- Beitrag. In: Pralinen, Fours & Co.: Kreative Spitzenpatisserie. Matthaes Verlag, 2016, ISBN 978-3-87515-132-9.

## TV
- 2022: Master of Sweets, RTL
- 2023: Kitchen Impossible, Vox